# Julien Vidot
Julien Vidot (ur. 4 grudnia 1982 w Périgord) – francuski kierowca wyścigowy.

## Kariera
Vidot rozpoczął karierę w wyścigach samochodowych w 2000 roku od startów we Francuskiej Formule Renault Campus. Z dorobkiem 367 punktów uplasował się tam na piątej pozycji w klasyfikacji generalnej. Rok później był już wicemistrzem Francuskiej Formuły Renault. W późniejszych latach pojawiał się także w stawce Formuły Chrysler Euro Series, Euro 3000, World Series Light oraz World Series by Nissan.

## Statystyki
| Sezon | Seria                            | Zespół              | Wyścigi | Zwycięstwa | PP | NO | Podium | Punkty | Pozycja |
| ----- | -------------------------------- | ------------------- | ------- | ---------- | -- | -- | ------ | ------ | ------- |
| 2000  | Francuska Formuła Renault Campus |                     |         |            |    |    |        | 367    | 5       |
| 2001  | Francuska Formuła Renault        | CD Sport            | 11      | 2          | 2  | 2  | 4      | 125    | 2       |
| 2001  | Formuła Chrysler Euro Series     | DJS Motorsport      |         |            |    |    |        |        | 10      |
| 2002  | Euro 3000                        | Victory Engineering | 6       | 0          | 0  | 0  | 0      | 6      | 11      |
| 2003  | World Series Light               | Epsilon by Graff    | 16      | 4          | 6  | 4  | 9      | 170    | 2       |
| 2003  | Francuska Formuła Renault        | Pole Services       | 2       | 0          | 0  | 0  | 0      | 4      | 21      |
| 2004  | World Series by Nissan           | Epsilon by Graff    | 4       | 0          | 0  | 0  | 0      | 7      | 17      |